# کاب (کالیفرنیا)
کاب (به انگلیسی: Cobb) یک منطقهٔ مسکونی در ایالات متحده آمریکا است که در شهرستان لیک، کالیفرنیا واقع شده‌است. کاب ۱۲٫۹۲۰ کیلومتر مربع مساحت و ۱٬۷۷۸ نفر جمعیت دارد و ۸۰۲ متر بالاتر از سطح دریا واقع شده‌است.